# Gestione dei rifiuti

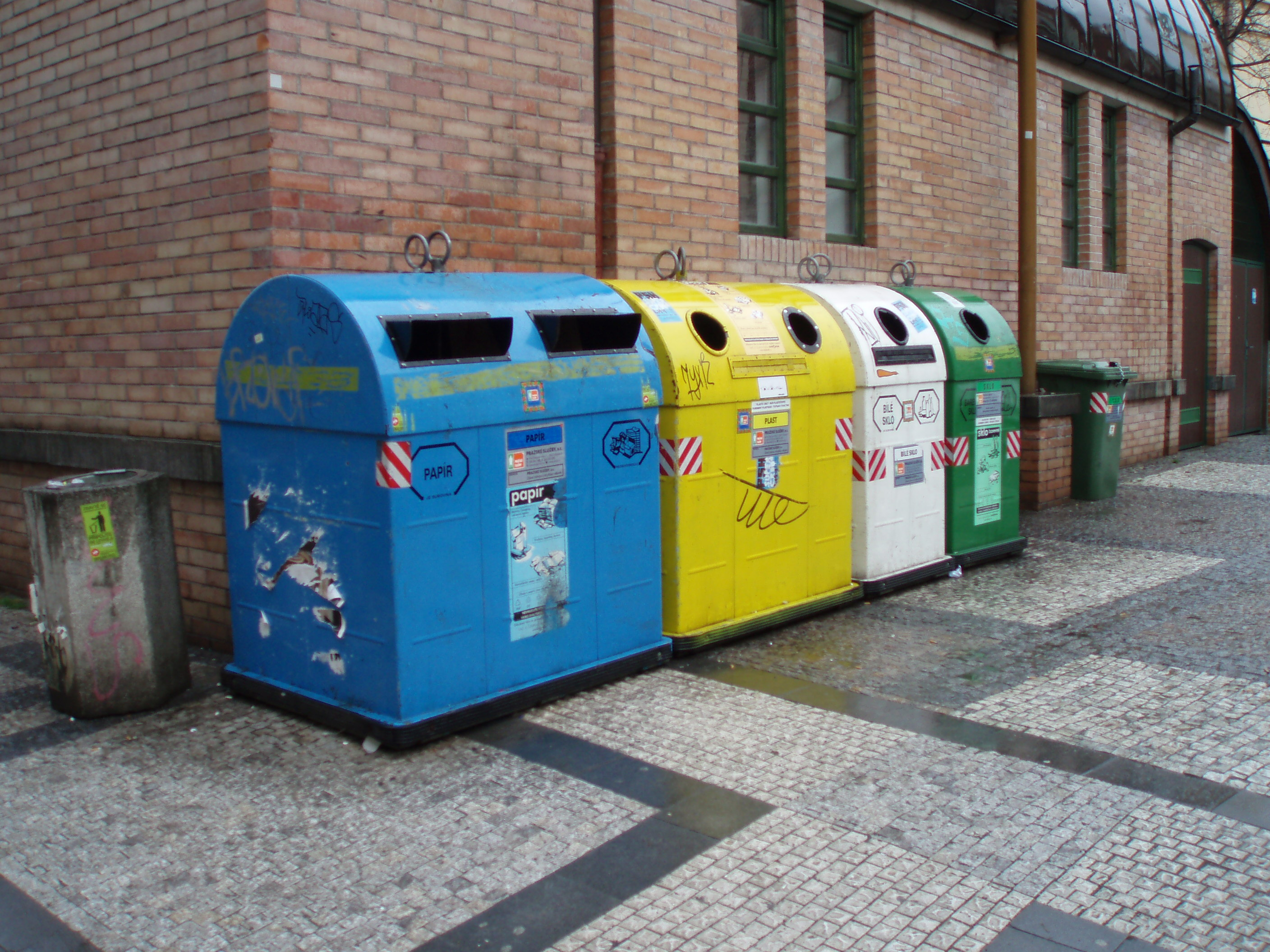
Contenitori per la raccolta differenziata dei rifiuti

La gestione dei rifiuti, nell'ingegneria ambientale, riguarda l'insieme delle politiche, procedure o metodologie volte a gestire l'intero processo dei rifiuti, dalla loro produzione fino alla loro destinazione finale coinvolgendo quindi la fase di raccolta, trasporto, trattamento (smaltimento o riciclaggio) fino al riutilizzo dei materiali di scarto, solitamente prodotti dall'attività umana, nel tentativo di ridurre i loro effetti sulla salute umana e l'impatto sull'ambiente naturale.

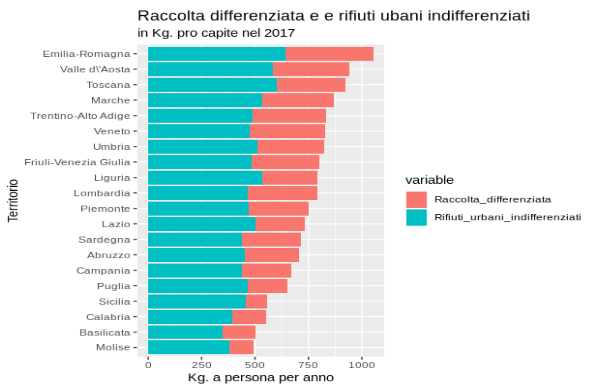
[https://www.catasto-rifiuti.isprambiente.it/index.php?pg=regione Dati forniti dall'ISPRA

Un interesse particolare negli ultimi decenni riguarda la riduzione degli effetti dei rifiuti sulla natura e sull'ambiente grazie alla possibilità di risparmiare e recuperare risorse naturali da essi e ridurre la produzione di rifiuti stessi attraverso l'ottimizzazione del loro ciclo di gestione.

## Descrizione

### Programma nazionale per la gestione dei rifiuti
Una corretta gestione dei rifiuti è fondamentale sia dal punto di vista politico-economico, sia dal punto di vista ambientale, in quanto implica la tutela di beni costituzionalmente protetti quali il diritto alla salute (art. 32 Cost.) e la tutela dell'ambiente (art. 9 Cost.). In conseguenza del recepimento delle Direttive dell'Unione Europea in materia ambientale, i numerosi cambiamenti apportati al sistema della gestione dei rifiuti hanno comportato la necessità di una radicale riorganizzazione delle competenze statali e territoriali, tra cui l'assegnazione alle Regioni della funzione di individuazione, sulla base di criteri ambientali oggettivi, delle zone non idonee alla localizzazione di impianti di smaltimento e recupero. Inoltre, si è avvertita anche l'esigenza di definire criteri e linee strategiche nazionali. 
A tale proposito, in attuazione delle Direttive UE 2018/851 e 2018/852, il nuovo d.lgs. n. 116 del 3 settembre 2020, art. 198-bis, ha istituito il Programma Nazionale per la Gestione dei Rifiuti, a cura del Ministero dell'Ambiente e con il supporto tecnico dell'ISPRA (Istituto Superiore per la Protezione e la Ricerca Ambientale). Il fine di tale Programma è quello di definire le strategie, i criteri e gli obiettivi ai quali le Regioni e le Province devono attenersi nell'elaborazione dei Piani regionali di gestione dei rifiuti, che devono essere coerenti con quello nazionale. Quest'ultimo sarà poi assoggettato a VAS (Valutazione Ambientale Strategica), in perfetta coerenza con quanto statuito dalla CGUE (C 305-2018)  . 

### Obiettivi di riciclaggio
Il d.lgs. 116/2020 è chiaro nel definire le regole per il calcolo degli obiettivi di riciclaggio . In particolare, la normativa prevede che il peso dei rifiuti urbani riciclati sia calcolato come il peso dei rifiuti che, dopo essere stati sottoposti alle varie operazioni di controllo volte a garantire un riciclaggio di alta qualità, vengono avviati alla fase vera e propria di riciclaggio, durante la quale questi rifiuti sono trattati al fine di ottenere nuovi prodotti, materiali o sostanze. In poche parole, quale regola generale, il peso dei rifiuti urbani riciclati viene misurato nel momento dell'immissione al riciclaggio effettivo. In deroga a tale previsione, il peso dei rifiuti urbani riciclati può essere misurato anche in uscita, dopo le operazioni di selezione, a due condizioni:
1. che tali rifiuti in uscita siano successivamente riciclati;
2. che il peso dei materiali o delle sostanze che vengono rimossi con successive operazioni, preliminari a quella effettiva di riciclaggio, non sia compreso nel peso dei rifiuti definiti come riciclati.

A proposito di obiettivi di riciclaggio, il 24 settembre 2020 il Ministro dell'Ambiente ha firmato il decreto ministeriale che regolamenta l'EoW (End of Waste, fine del rifiuto) per la carta e il cartone . Si tratta di una disciplina giuridica riguardante la cessazione della qualifica di rifiuto al termine di un processo di recupero. Pertanto, con EoW si intende il processo che concretamente permette a un rifiuto di tornare a svolgere un ruolo utile come prodotto. L'EoW non si riferisce al risultato finale, bensì al percorso che porterà a tale conclusione secondo i criteri regolamentati dall'art. 6 della Direttiva 2000/98/CE e recepiti dal d.lgs. 152/2006 (TUA o Codice dell'Ambiente), ora modificato dal nuovo d.lgs. 116/2020. L'art. 205-bis di quest'ultimo provvedimento chiarisce che è proprio al momento dell'immissione nel ciclo industriale che verrà misurato l'obiettivo di riciclaggio, in quanto è in questa circostanza che si dimostra la sussistenza di un mercato per tale EoW. Solo in Italia, tale mercato rappresenta circa 7 tonnellate di materiale raccolto ogni anno, urbano e industriale .
Per l'Italia, in realtà, l'EoW non rappresenta un'innovazione assoluta, in quanto nell'ordinamento italiano esisteva già una logica simile: il sistema delle Materie Prime Seconde (MPS), istituito con D.M. del 5 febbraio 1998. L'EoW per la carta e il cartone, dunque, si pone in un'ottica di continuità con la disciplina del MPS, aggiornandola alla disciplina comunitaria. In particolare, un rifiuto cessa di essere tale quando viene sottoposto a operazioni di recupero e soddisfa i seguenti requisiti:
1. la sostanza o l'oggetto sono destinati a essere utilizzati per scopi specifici;
2. esiste un mercato o una domanda per tale sostanza o oggetto;
3. la sostanza o l'oggetto soddisfano i requisiti tecnici e rispettano la normativa e gli standard applicabili ai prodotti;
4. l'utilizzo della sostanza o dell'oggetto non porterà a impatti complessivi negativi sull'ambiente o sulla salute umana.

### Responsabilità
Il d.lgs. 152/2006 annovera significative innovazioni anche in tema di responsabilità nella gestione dei rifiuti. L'art. 188, rubricato “Responsabilità della gestione dei rifiuti”, prevede che il produttore iniziale o altro detentore di rifiuti, qualora non provveda personalmente al loro trattamento, sia tenuto a consegnarli a un intermediario o a un commerciante, oppure a un ente o a un'impresa, che effettui le operazioni di trattamento dei rifiuti o, ancora, a un soggetto addetto alla raccolta dei rifiuti, il quale può essere pubblico o privato. In questo caso, i costi della gestione dei rifiuti sono sostenuti dal produttore iniziale dei rifiuti, dai detentori del momento o dai detentori precedenti. La responsabilità del detentore per il corretto recupero o smaltimento è esclusa in caso di conferimento dei rifiuti al servizio pubblico di raccolta e, altresì, in caso di conferimento dei rifiuti a soggetti autorizzati ai fini del recupero o dello smaltimento, a condizione che il detentore abbia ricevuto il formulario di identificazione dei rifiuti. Inoltre, nel caso di conferimento di rifiuti a soggetti autorizzati alle operazioni di raggruppamento, ricondizionamento e deposito preliminare, la responsabilità dei produttori dei rifiuti per il corretto smaltimento è esclusa a condizione che questi ultimi, oltre al formulario di trasporto, abbiano ricevuto l'attestazione di avvenuto smaltimento rilasciata, in conformità con il modello definito con decreto del Ministero dell'Ambiente, dal titolare dell'impianto che effettua le operazioni .  

### Tracciabilità
Con l'abrogazione del SISTRI (Sistema di controllo della Tracciabilità dei Rifiuti) per opera dell'art. 6 del D.L. n. 135/2018, l'Italia ha rivoluzionato anche il sistema di tracciabilità dei rifiuti. A sostituire il SISTRI è intervenuto l'art. 188-bis del d.lgs. 152/2006, che, in tema di controllo della tracciabilità dei rifiuti, stabilisce che esso debba essere garantito in tutte le fasi, dalla loro produzione fino alla loro destinazione finale. Al fine di assicurare la raccolta e l'elaborazione dei dati ambientali inerenti ai rifiuti, il Ministero dell'Ambiente, con il supporto tecnico-operativo dell'Albo Nazionale dei gestori, gestisce il Registro elettronico nazionale per la tracciabilità dei rifiuti, articolato in :
- una sezione Anagrafica, comprensiva dei dati anagrafici degli operatori e delle informazioni relative alle specifiche autorizzazioni rilasciate agli stessi per l'esercizio di attività inerenti alla gestione dei rifiuti;
- una sezione Tracciabilità, comprensiva dei dati ambientali e dei dati afferenti ai percorsi rilevati da sistemi di geolocalizzazione.

### Catasto
A queste novità, si affianca la conferma del Catasto dei rifiuti di cui all'articolo 189 del TUA, ai sensi del quale “chiunque effettua a titolo professionale attività di raccolta e trasporto di rifiuti, i commercianti e gli intermediari di rifiuti senza detenzione, le imprese e gli enti che effettuano operazioni di recupero e di smaltimento di rifiuti, i Consorzi istituiti per il recupero e il riciclaggio di particolari tipologie di rifiuti, nonché le imprese e gli enti produttori iniziali di rifiuti pericolosi e le imprese e gli enti produttori iniziali di rifiuti non pericolosi, comunicano annualmente alle Camere di commercio, industria, artigianato e agricoltura territorialmente competenti le quantità e le caratteristiche qualitative dei rifiuti oggetto delle predette attività, dei materiali prodotti all'esito delle attività di recupero, nonché i dati relativi alle autorizzazioni e alle comunicazioni inerenti alle attività di gestione dei rifiuti. Sono esonerati da tale obbligo gli imprenditori agricoli di cui all'articolo 2135 del codice civile con un volume di affari annuo non superiore a euro ottomila, le imprese che raccolgono e trasportano i propri rifiuti non pericolosi, di cui all'articolo 212, comma 8, nonché, per i soli rifiuti non pericolosi, le imprese e gli enti produttori iniziali che non hanno più di dieci dipendenti” . Il Catasto è volto ad assicurare un quadro conoscitivo completo e costantemente aggiornato, anche ai fini della pianificazione delle attività di gestione dei rifiuti, dei dati raccolti mediante gli strumenti di tracciabilità ed è articolato in una Sezione nazionale, che ha sede a Roma presso l'ISPRA, e in Sezioni regionali o delle Province autonome di Trento e di Bolzano, che sono situate presso le corrispondenti Agenzie regionali e delle Province autonome per la protezione dell'ambiente.

### Registri di carico e scarico e trasporto
Un'altra conferma riguarda gli adempimenti in ordine alla tenuta dei Registri di carico e scarico dei rifiuti di cui all'art. 190 del d.lgs. 152/2006, mentre qualche modifica è intervenuta sul tema del trasporto dei rifiuti di cui all'art. 193. In particolare, il trasporto dei rifiuti deve essere accompagnato da un formulario di identificazione e i registri relativi al trasporto, integrati di tali formulari, devono essere conservati per tre anni (invece che cinque) dalla data dell'ultima registrazione .  Infine, ai sensi del comma 7, “il formulario è sostituito, per i rifiuti oggetto di spedizioni transfrontaliere, dai documenti previsti dalla normativa comunitaria di cui all'articolo 194, anche con riguardo alla tratta percorsa sul territorio nazionale" . La normativa italiana in materia di spedizioni transfrontaliere di rifiuti deve ritenersi integrata da quella adottata dalle istituzioni europee mediante regolamenti aventi efficacia esecutiva e accordi bilaterali, come recentemente affermato dalla Cassazione penale nella sentenza n. 1429 del 15 gennaio 2020.

### Trattamento dei rifiuti
Il trattamento dei rifiuti consiste nell'insieme di tecniche volte ad assicurare che i rifiuti, qualunque sia la loro sorte, abbiano il minimo impatto sull'ambiente. Può riguardare sostanze solide, liquide o gassose, con metodi e campi di ricerca diversi per ciascuno.
Le pratiche di trattamento dei rifiuti sono diverse tra paesi sviluppati e paesi in via di sviluppo, tra città e campagna e a seconda che i produttori siano residenziali, industriali o commerciali. Il trattamento dei rifiuti per gli utenti residenti e istituzionali nelle aree metropolitane è solitamente responsabilità delle autorità di governo locale, mentre il suo trattamento per utenti commerciali e industriali è solitamente responsabilità di colui che ha prodotto i rifiuti.
Lo schema seguente riassume le modalità e le filiere per il trattamento dei rifiuti solidi urbani secondo le attuali politiche di gestione in Italia.
Naturalmente, si tratta di uno schema teorico che non sempre, non completamente e non dappertutto, è attuato allo stesso modo e soprattutto è solo una delle possibili modalità di gestione dei rifiuti. Evoluzioni tecniche e/o differenti indirizzi e priorità di gestione dei rifiuti possono comportare modifiche sostanziali allo schema, ma esso fornisce comunque uno schema di massima e le corrette terminologie riguardanti l'argomento.

### Smaltimento
Nell'ambito della gestione dei rifiuti particolare importanza riveste lo smaltimento, che, ai sensi dell'articolo 182 del Codice dell'ambiente, è la fase residuale del ciclo gestionale dei rifiuti. Questa operazione, che avviene principalmente in discarica, si esegue infatti ogni qual volta non sia possibile recuperare o sfruttare in altro modo materiali di scarto.
In base all'art. 183 del suddetto Codice, in recepimento della Direttiva 2008/97/CE, per smaltimento dei rifiuti deve intendersi "qualsiasi operazione diversa dal recupero, anche quando l'operazione ha come conseguenza secondaria il recupero di sostanze o di energia". A titolo esemplificativo, il Codice individua, quali attività di smaltimento, il deposito sul o nel suolo, le iniezioni in profondità, lo scarico dei rifiuti solidi nell'ambiente idrico, il seppellimento nel sottosuolo marino, i trattamenti biologici o chimici che danno origine a evaporazione, essiccazione, incenerimento a terra o in mare ed, infine, i depositi permanenti. 
Lo smaltimento deve essere preceduto da apposita verifica dell'impossibilità tecnico-economica di recuperare i rifiuti in altro modo e deve essere eseguito senza pericolo per la salute umana e per l'ambiente.

### Deposito in discarica
Con l'art 3 della legge n. 549 del 1995, è stato istituito, a favore delle Regioni, il tributo speciale per il deposito in discarica dei rifiuti solidi, conosciuto anche come “ecotassa”. Sono assoggettabili al tributo i rifiuti solidi, i fanghi palabili depositati in discarica, i rifiuti smaltiti in impianti di incenerimento senza recupero di energia, gli scarti provenienti da impianti di selezione automatica per la raccolta differenziata, da compostaggio, da riciclaggio, i rifiuti smaltiti in discariche abusive, in depositi non controllati e in discariche istituite temporaneamente con ordinanza. Tale tributo è finalizzato a ridurre alla fonte la produzione di rifiuti, a recuperare gli stessi sotto forma di materia prima ed energia, a bonificare i siti contaminati e recuperare aree degradate. In estrema sintesi, l'obiettivo è quello di ridurre la convenienza economica dello smaltimento rappresentata dal semplice deposito in discarica od incenerimento senza il recupero di energia.
Le Regioni hanno il potere di determinare l'ammontare dell'imposta entro precisi limiti statali e il tributo stesso viene versato alla Regione nel cui ambito territoriale la discarica è ubicata, dal gestore della stessa. 
In particolare, sono tenuti al pagamento i gestori di impianti di stoccaggio definitivo di rifiuti,  di incenerimento senza recupero di energia e “chiunque esercita, ancorché in via non esclusiva, l'attività di discarica abusiva e chiunque abbandona, scarica o effettua depositi incontrollati di rifiuti” in solido “l'utilizzatore a qualsiasi titolo o, in mancanza, il proprietario dei terreni sui quali insiste la discarica abusiva”. Tali soggetti passivi hanno non solo diritto, ma anche obbligo di rivalsa nei confronti di chi effettua il deposito in discarica o negli impianti di incenerimento senza recupero di energia, pertanto, l'azione verrà promossa nei confronti delle società municipalizzate della nettezza urbana, sino ad arrivare ai Comuni che, a loro volta, si rivarranno sui residenti.
La Regione fissa l'ammontare dell'imposta entro il 31 luglio di ogni anno per l'anno successivo, per chilogrammo di rifiuti conferiti: in misura non inferiore a € 0,001 e non superiore a € 0,01 per i rifiuti inerti e in misura non inferiore a € 0,00517 e non superiore a € 0,02582 per i rifiuti pericolosi e non pericolosi. 
Nel tributo speciale la rispondenza al principio di capacità contributiva si desume dal fatto che il rifiuto conferito in discarica non è stato riutilizzato, né riciclato,  né valorizzato in alcun modo e, di conseguenza, la comunità deve pagare per il proprio inquinamento. In sostanza attraverso la fissazione dell'ecotassa e di forme di premialità o di penalizzazione, le Regioni possono incentivare una corretta gestione dei rifiuti.
Infine, è previsto un duplice regime sanzionatorio: uno relativo alle discariche autorizzate e uno relativo alle discariche abusive. Il primo, che si applica ai gestori di impianti di stoccaggio o di incenerimento autorizzati, prevede l'irrogazione di sanzioni amministrative e interessi in caso di irregolarità relative a:
1. omessa o infedele registrazione delle operazioni di conferimento in discarica;
2. omessa o infedele presentazione della dichiarazione annuale;
3. omesso o ritardato pagamento del tributo, dovuto dal gestore in quanto unico soggetto passivo dell'ecotassa. Talvolta l'omissione o il ritardo non sono a questi imputabili, poiché dipendenti dall'inerzia dei comuni, che non dispongono di sufficienti fondi. Molte Regioni, infatti, hanno previsto che, qualora il gestore abbia difficoltà nell'anticipare il pagamento del tributo, la sanzione non sarà applicata fino a che questi non abbia esercitato positivamente il diritto di rivalsa. Sul tema si è pronunciata anche da CG UE nella sentenza Pontina Ambiente Srl vs. Regione Lazio del 2010.[N 3]

Per quanto concerne il secondo regime sanzionatorio, dal Codice dell'Ambiente emerge che il concetto tributario di discarica abusiva ingloba non soltanto l'attività di discarica non autorizzata, ma anche il semplice deposito, lo scarico o l'abbandono incontrollato dei rifiuti. Si può, quindi, attribuire alla definizione di discarica abusiva un duplice significato: uno dinamico, rappresentato dallo svolgimento di una attività di gestione operativa della discarica con movimentazione dei materiali ivi riversati, e uno statico, inteso come luogo ove vengono depositati e, quindi, smaltiti in modo indebito, i rifiuti. Chi realizza tali condotte è punito, ai sensi della legge 549/1995, con l'applicazione dell'ecotassa non corrisposta e delle relative sanzioni amministrative, e ai sensi del Codice dell'Ambiente, con sanzioni penali e con obbligo di bonificare e di ripristinare l'area danneggiata.
Anche per l'uso errato dei cestini pubblici (o cestini stradali) sono previste sanzioni nel caso vengano usati per contenere rifiuti destinati alla raccolta differenziata domestica o alle isole ecologiche. I cestini stradali devono essere infatti utilizzati solo per i rifiuti “da passeggio”: carte di caramelle, pacchetti di sigarette, cucchiaini del gelato, e così via.

## Il ciclo della raccolta differenziata

Il simbolo internazionale per i materiali riciclabili

I rifiuti raccolti in maniera differenziata possono sostanzialmente essere trattati, a seconda del tipo, mediante due procedure:
1. riciclaggio, per le frazioni secche;
2. compostaggio, per la frazione umida.

### Riciclaggio dei rifiuti
Il riciclaggio comprende tutte le strategie organizzative e tecnologiche per riutilizzare come materie prime materiali di scarto altrimenti destinati allo smaltimento in discarica o distruttivo.
In Italia, il tasso di raccolta differenziata sta gradualmente crescendo (è oggi intorno al 22,7%), ma è ancora inferiore alle potenzialità. Soluzioni particolarmente efficienti come la raccolta differenziata porta a porta, ove adottate, permettono di incrementare notevolmente la percentuale di rifiuti riciclati.
A titolo di confronto, si consideri che in Germania il tasso di raccolta differenziata raggiungeva nel 2004 ben il 56% a livello nazionale.
Numerosi sono i materiali che possono essere riciclati: metalli, carta, vetro e plastiche sono alcuni esempi; vi sono tuttavia complessità associate ai materiali cosiddetti "poliaccoppiati" (cioè costituiti da più materiali differenti) come ad esempio flaconi di succhi di frutta o latte, nonché per oggetti complessi (per esempio automobili, elettrodomestici ecc): non sono tuttavia problemi insormontabili e possono essere risolti con tecnologie particolari, in parte già adottate anche in Italia.
Particolare è il caso della plastica, che come noto esiste in molte tipologie differenti e può essere costituita da molti materiali differenti (PET, PVC, polietilene, ecc.). Tali diversi materiali vanno gestiti separatamente e quindi separati fra loro: questa maggior complicazione in passato ha reso l'incenerimento economicamente più vantaggioso del riciclo. Oggi tuttavia appositi macchinari possono automaticamente e velocemente separare i diversi tipi di plastica anche se raccolti con un unico cassonetto, pertanto l'adozione di queste tecnologie avanzate permette un vantaggioso riciclo.
Purtroppo in alcuni casi la plastica (in genere quella di qualità inferiore) viene comunque avviata all'incenerimento.

### Compostaggio della frazione umida
Il compostaggio è una tecnologia biologica usata per trattare la frazione organica dei rifiuti raccolta differenziatamente (anche detta umido) sfruttando un processo di bio-ossidazione, trasformandola in ammendante agricolo di qualità da utilizzare quale concime naturale: da 100 kg di frazione organica si ricava una resa in compost compresa nell'intervallo di 30–40 kg. Tramite digestione anaerobica viene ottenuto anche del biogas che può essere bruciato per produrre energia elettrica e calore; in tal modo è possibile diminuire il livello di emissioni inquinanti della discarica e migliorarne la gestione approfittando anche della conseguente diminuzione dei volumi legata al riciclo dell'umido.
Il compostaggio, come si vede dal grafico, si differenzia dal TMB per il fatto di trattare esclusivamente l'umido e non il rifiuto indifferenziato, anche se il TMB può comprendere un processo simile al compostaggio (si veda sotto).

## Il ciclo della raccolta indifferenziata
I rifiuti raccolti indifferenziatamente sono naturalmente molto più difficili da trattare di quelli raccolti in modo differenziato. Possono essere seguite tre strade principali:
1. trattamenti a freddo, ovvero separazione e parziale recupero di materiali, biostabilizzazione e conferimento in discarica;
2. trattamenti a caldo, ovvero incenerimento tal quale o a valle di separazione e produzione di CDR e conferimento in discarica;
3. conferimento diretto in discarica (oggi molto usato, ma certamente da evitarsi).

In ogni caso, è evidente che gli inevitabili residui di tali processi finiranno giocoforza in discarica.

### Trattamento a freddo dei rifiuti

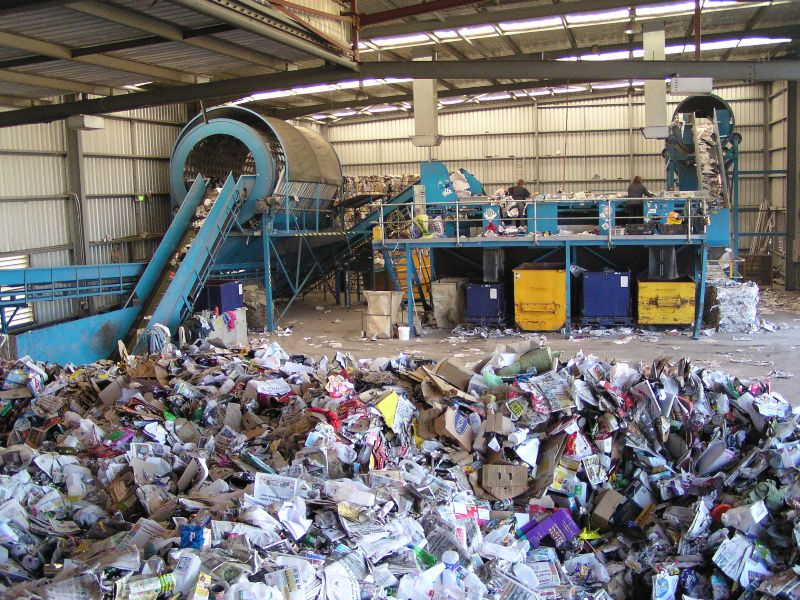
Un impianto di separazione a freddo della componente secca per l'ulteriore recupero di materiali da riciclare

Scopo dei processi di trattamento a freddo dei rifiuti indifferenziati o residui - ossia i rifiuti che rimangono dopo la raccolta differenziata - è recuperare un'ulteriore parte di materiali riciclabili, ridurre il volume del materiale in vista dello smaltimento finale e stabilizzare i rifiuti in modo tale che venga minimizzata la formazione dei gas di decomposizione e il percolato. Da questi processi, fra i quali annoveriamo anche il compostaggio, si ricavano in genere sia materiali riciclabili sia biogas, cioè, in altre parole, metano.
Il principale tipo di trattamento a freddo è il trattamento meccanico-biologico (TMB). Esso separa la frazione organica e i materiali riciclabili: permette quindi un'ulteriore riduzione dell'uso delle discariche e degli inceneritori, il tutto con emissioni inquinanti nettamente inferiori rispetto a tali impianti. Infatti tratta i rifiuti indifferenziati a valle della raccolta differenziata, incrementando il recupero di materiali. In Germania, ad esempio, impianti TMB sono diffusi da circa una decina d'anni.
Il TMB può essere utilizzato anche per produrre CDR (combustibile derivato dai rifiuti): è questa l'applicazione principale che ufficialmente ne viene fatta in Italia, soprattutto al Sud. In questo caso dovrebbe essere rimosso solamente l'umido e i materiali non combustibili (vetro e metalli), mentre carta e plastica sarebbero confezionati in "ecoballe" da incenerire: in questo modo il trattamento a freddo si può intrecciare con quello termico.
Dati relativi al quantitativo di rifiuti trattati in Italia tramite TMB e riferiti al 2004 indicano un totale di 7 427 237 t di rifiuti, con un picco nelle regioni del sud 3 093 965 t. L'incidenza percentuale del dato relativo al 2004 indica un valore pari al 20,5% del totale di rifiuti smaltiti tramite biostabilizzazione e produzione di CDR. Le inchieste giudiziarie per la crisi dei rifiuti in Campania stanno tuttavia evidenziando che le "ecoballe" prodotte non sono classificabili come CDR, per cui i quantitativi ufficiali sopra citati dovranno essere rivisti sulla base degli esiti di più approfondite verifiche.

### Trattamento termico dei rifiuti
Fra i processi di trattamento a caldo (o termico) dei rifiuti, si distinguono tre processi di base:
1. Combustione (incenerimento)
2. Pirolisi
3. Gassificazione

Tutte queste tecnologie producono residui, a volte speciali, che richiedono smaltimento, generalmente in discarica. Sia in Italia sia in Europa, gli impianti di trattamento termico di gran lunga più diffusi per i rifiuti urbani sono gli inceneritori.

#### Incenerimento e termovalorizzazione
L'incenerimento è una tecnologia consolidata che permette di ottenere energia elettrica e fare del teleriscaldamento sfruttando i rifiuti indifferenziati o il CDR. Questi vengono bruciati in forni inceneritori e l'energia termica dei fumi viene usata per produrre vapore acqueo che, tramite una turbina, genera energia elettrica. La quantità di energia elettrica recuperata è piuttosto bassa (19-25%), mentre quella termica è molto maggiore. Tale energia recuperata è da confrontarsi con quella necessaria al riciclaggio, che a sua volta si compone di vari fattori: la separazione, il trasporto alle rispettive fonderie o industrie di base, la fusione o trattamento fino alla produzione del materiale base, uguale a quello vergine.
Gli inceneritori con recupero di energia sono chiamati termovalorizzatori. I rifiuti, prima di essere inviati all'inceneritore, devono subire alcuni trattamenti per eliminare i materiali non combustibili e la parte umida. Il Combustibile Derivato dai Rifiuti (CDR) è un combustibile solido triturato secco ottenuto dal trattamento dei rifiuti solidi urbani (RSU) raccolto generalmente in blocchi cilindrici denominati ecoballe.
Il funzionamento di un termovalorizzatore può essere schematizzato:
- le ecoballe che arrivano dagli impianti di selezione sono conservate in un'area esterna dell'impianto.

Per mezzo di un carroponte, i materiali sono inseriti nel forno attraverso la tramoggia.
- I forni più diffusi sono dotati di griglie mobili che consentono di muovere i rifiuti durante la combustione
- il calore prodotto dalla combustione serve a far vaporizzare l'acqua di una caldaia per produrre vapore riscaldato.
- Il vapore mette in rotazione una turbina accoppiata a un alternatore: si trasforma così l'energia termica in energia elettrica.
- L'acqua calda può anche essere utilizzata per il teleriscaldamento.
- Le ceneri vengono raccolte e smaltite in speciali discariche.
- I fumi sono filtrati allo scopo di eliminare gli agenti inquinanti, quindi vengono rilasciati nell'atmosfera attraverso il camino.[15]

#### Pirolisi e gassificazione
La pirolisi e la gassificazione sono dei trattamenti termici dei rifiuti che implicano la trasformazione della materia organica tramite riscaldamento a temperature variabili (a seconda del processo da 400 a 1200 °C), rispettivamente in condizioni di assenza di ossigeno o in presenza di una limitata quantità di questo elemento.
Gli impianti che sfruttano tali tecnologie in pratica, piuttosto che fondarsi sulla combustione, attuano la dissociazione molecolare ottenendo in tal modo molecole in forma gassosa più piccole rispetto alla originarie (syngas) e scorie solide o liquide.
In confronto agli odierni inceneritori i rendimenti energetici possono essere maggiori se il syngas ottenuto viene bruciato in impianti ad alto rendimento e/o ciclo combinato (dopo opportuni trattamenti per eliminare eventuali vari residui, fra cui polveri, catrami e metalli pesanti a seconda del rifiuto trattato), mentre l'impatto delle emissioni gassose risulta sensibilmente ridotto. In particolare il rendimento in produzione elettrica può arrivare, a detta di alcuni produttori, a oltre il doppio del più moderno inceneritore (si veda gassificatore).
Nonostante la tipologia di rifiuti trattabili sia (per alcuni tipi di impianto) la stessa degli inceneritori, tuttavia sono pochi gli impianti di questo genere che trattano rifiuti urbani tal quali: molto spesso infatti riguardano frazioni merceologiche ben definite quali plastiche, pneumatici, scarti di cartiera, scarti legnosi o agricoli oppure biomasse in genere. Questi impianti più specifici sono maggiormente diffusi. Ciò nonostante vi è chi ritiene che gli impianti di pirolisi e di gassificazione siano destinati a sostituire in futuro gli attuali inceneritori anche per i rifiuti urbani, diffondendosi ulteriormente e divenendo i principali trattamenti termici di riferimento.
Va anche osservato che in genere gli impianti di pirolisi e/o gassificazione sono più piccoli degli inceneritori, cioè ciascun impianto tratta un minor quantitativo di rifiuti. Questo comporta alcuni vantaggi: anzitutto si evita il trasporto dei rifiuti per lunghe tratte, responsabilizzando ciascuna comunità locale in merito ai propri rifiuti (smaltiti in loco e non "scaricati" a qualcun altro). In secondo luogo la flessibilità e le minor taglia degli impianti permette facilmente di aumentare la raccolta differenziata e ridurre il quantitativo di rifiuti totali, politiche difficilmente attuabili con inceneritori da centinaia di migliaia di tonnellate annue che necessitano di alimentazione continua. Infine anche i costi di realizzazione e i tempi di ammortamento dovrebbero essere inferiori.

## Sistema integrato

### Principi
In Italia si parla per la prima volta di "gestione integrata dei rifiuti" nel d.lgs. 3 aprile 2006, n. 152 ("Norme in materia ambientale"), conosciuto anche come Testo Unico Ambientale.
Precedentemente, il decreto Ronchi, emanato in attuazione delle direttive dell'Unione Europea in materia di rifiuti, aveva introdotto l'espressione similare “gestione unitaria dei rifiuti urbani”, con cui si riferiva, però, al superamento della frammentazione delle gestioni e al principio di autosufficienza territoriale e di prossimità.
La “gestione integrata” sta a indicare, invece, un sistema volto a gestire l'intero processo dei rifiuti (comprendente produzione, raccolta, trasporto, trattamento, destinazione finale) con le finalità di recupero energetico e delle materie prime, e, dunque, di minimizzare la frazione destinata alla discarica, e le cui attività, finanche la realizzazione e gestione degli impianti (art. 201, comma 4, lett. a; art. 202, comma 5 del Testo Unico Ambientale), sono affidate a un unico soggetto.
La materia è oggi raccolta nel già citato Testo Unico Ambientale e nelle sue successive modificazioni e integrazioni in materia.
Esso affronta la questione dei rifiuti delineando una serie di priorità e azioni all'interno della logica di gestione integrata del problema (come descritto nella predetta parte IV negli articoli 180 e 181 nell'ordine di priorità definito dall'articolo 179). Nello specifico, si parla di:
- Criteri di priorità (art. 179)
  - Sviluppo di tecnologie pulite
  - Ideazione e messa in commercio di prodotti che non contribuiscano o diano un contributo minimo alla produzione di rifiuti e all'inquinamento
  - Miglioramenti tecnologici per eliminare la presenza di sostanze pericolose nei rifiuti
  - Ruolo attivo delle amministrazioni pubbliche nel riciclaggio dei rifiuti e loro utilizzo come fonte di energia
- Prevenzione della produzione di rifiuti (art. 180)
  - Corretta valutazione dell'impatto ambientale di ogni prodotto durante il suo intero ciclo vitale
  - Capitolati di appalto che considerino l'abilità nella prevenzione della produzione
  - Promuovere accordi e programmi sperimentali per prevenire e ridurre la quantità e pericolosità dei rifiuti
  - Attuare il DL 18 febbraio 2005 n. 59 e la direttiva 96/61/CE specifica per la riduzione e prevenzione integrate dell'inquinamento
- Recupero dei rifiuti (art. 181)
  - il riutilizzo, il reimpiego e il riciclaggio
  - Produzione di materia prima secondaria trattando i rifiuti stessi
  - Favorire tramite misure economiche e capitolati nelle gare d'appalto il mercato dei prodotti reimpiegati
  - Uso dei rifiuti per produrre energia (recupero energetico (ossidazione biologica a freddo, gassificazione, incenerimento)

Pertanto, se il primo livello di attenzione è rivolto alla necessità di prevenire la formazione dei rifiuti e di ridurne la pericolosità, il passaggio successivo riguarda l'esigenza di riutilizzare i prodotti (es. bottiglie, con il vuoto a rendere) e, se non è possibile il riuso, riciclare i materiali (es. riciclaggio della carta).
Infine, solo per quanto riguarda il materiale che non è stato possibile riutilizzare e poi riciclare (come ad esempio i tovaglioli di carta) e il sottovaglio (ovvero la frazione in piccoli pezzi indistinguibili e quindi non riciclabili di rifiuti, che rappresenta circa il 15% del totale), si pongono le due soluzioni del recupero energetico tramite sistemi a freddo o a caldo, come la bio-ossidazione (aerobica o anaerobica), la gassificazione, la pirolisi e l'incenerimento oppure l'avvio allo smaltimento in discarica.
Dunque anche in una situazione ideale di completo riciclo e recupero vi sarà una percentuale di rifiuti residui da smaltire in discarica o da ossidare per eliminarli e recuperare l'energia.
Da un punto di vista ideale il ricorso all'incenerimento e alle discariche indifferenziate dovrebbe essere limitato al minimo indispensabile. La carenza di efficaci politiche integrate di riduzione, riciclo e riuso fanno dello smaltimento in discarica ancora la prima soluzione applicata in Italia e in altri Paesi europei.
Per quanto riguarda il recupero, esistono progetti e associazioni che si occupano dello scambio di beni e prodotti usati (per esempio Freecycle).
Tra imprese e soggetti addetti alla gestione dei rifiuti, con il termine "prodotto" s'intende il rifiuto (materia prima, semilavorato prodotto finito, a seconda dello stadio di lavorazione).

### Costi e ruoli
| Gestione dei rifiuti solidi urbani in Europa – 2015 |         |               |           |                           |
| Nazione                                             | Riciclo | Incenerimento | Discarica | Compostaggio e digestione |
| Austria                                             | 26%     | 39%           | 3%        | 32%                       |
| Belgio                                              | 35%     | 44%           | 1%        | 20%                       |
| Francia                                             | 22%     | 35%           | 26%       | 17%                       |
| Germania                                            | 49%     | 32%           | 0%        | 19%                       |
| Italia                                              | 29%     | 21%           | 30%       | 20%                       |
| Paesi Bassi                                         | 25%     | 47%           | 1%        | 27%                       |
| Regno Unito                                         | 28%     | 32%           | 23%       | 17%                       |

È altresì rilevante la quota di esportazioni che impegna un paese povero a farsi carico delle fonti di inquinamento che i produttori non vogliono avere vicino a casa propria.
Al 2018, l'Italia era l'undicesimo esportatore di rifiuti plastici verso i Paesi del Terzo Mondo, spesso in deroga al Regolamento UE n. 1013 del 14 giugno 2013 che dispone ad applicare nei centri di destinazione regole di trattamento e di tutela della salute pubblica analoghe a quelle dell'Europa. La Cina ha vietato le importazioni di rifiuti, spostando le rotte del traffico lecito (e illecito) dall'Asia all'Africa.
In particolare, la norma non disciplina l'affondamento delle chiatte in acque internazionali, che sono considerate una "terra di nessuno". Tale soluzione preferenziale adottata ad esempio per lo smistamento dei rifiuti radioattivi durante il caso Necci-Duvia-Pacini Battaglia.
Inceneritori e biodigestori
La combustione dei rifiuti non è di per sé contrapposta o alternativa alla pratica della raccolta differenziata finalizzata al riciclo, ma dovrebbe essere solo un eventuale anello finale della catena di smaltimento. Inoltre è ovvio che, se un inceneritore viene dimensionato per bruciare un certo quantitativo di rifiuti, dovrà essere alimentato per forza con quel quantitativo, richiedendo di fatto l'ulteriore apporto di massa di rifiuti in caso di un quantitativo inadeguato.
Per ragioni tecnico-economiche la tendenza è oggi quella di realizzare inceneritori sempre più grandi, con la conseguenza di alimentare il "turismo dei rifiuti" (cioè il trasporto di rifiuti anche da altre province se non da altre nazioni). In Italia questo fenomeno è stato accentuato dai forti incentivi statali che hanno favorito l'incenerimento a scapito di altre modalità di smaltimento più rispettose dell'ambiente.
Nei fatti, tuttavia, l'incenerimento può generare logiche speculative alternative alla raccolta differenziata: lo dimostrano pressioni politiche e tangenti scoperte a settembre 2010 in Abruzzo mediante intercettazioni telefoniche. Qui si è deciso di abbassare gli obblighi di raccolta differenziata per favorire l'incenerimento, come "richiesto" da imprenditori interessati alla costruzione di impianti di incenerimento e che non "gradivano" che la raccolta differenziata raggiungesse anche solo il 40%.
In Italia si sono inceneriti nel 2004 circa 3,5 milioni di t/anno su un totale di circa 32 milioni di tonnellate di RSU totale prodotto, cioè circa il 12% (per un confronto con altri paesi europei si veda Inceneritore); tale pratica specie al Nord è in aumento, e in Lombardia ad esempio raggiunge il 34%. Ciò che balza all'occhio è il grande ricorso allo smaltimento in discarica, che è in diminuzione (dal 2001 al 2004, al Nord -21%, al Sud -4% e al Centro -3%) ma che interessa attualmente in tutto circa il 56,9% dei rifiuti urbani prodotti (45% al Nord, 69,5% al Centro, 73,2% al Sud; si stima che sul totale nazionale il 76% sia rifiuto da raccolta indifferenziata e il 24% siano residui dai diversi processi di trattamento: biostabilizzazione, CDR, incenerimento, residui da selezione delle R.D.), con conseguenze ambientali che si vanno aggravando soprattutto nel Sud, dove i pochi impianti di trattamento finale sono ormai saturi e la raccolta differenziata stenta a decollare: gli inceneritori sarebbero perciò, secondo alcuni, da aumentare (soprattutto al Sud). Tuttavia, se si considera che nei comuni più virtuosi la raccolta differenziata supera già adesso l'80%, si deduce che persino al Nord essa è ancora molto meno sviluppata di quanto potrebbe e che in alcune aree del Nord gli impianti di incenerimento sarebbero perfino sovradimensionati. Pertanto, il timore di alcuni è che non si potrà sviluppare appieno la raccolta differenziata e il riciclo per consentire agli inceneritori di funzionare senza lavorare in perdita, oppure si dovranno importare rifiuti da altre regioni.
Una considerazione importante è infatti che gli investimenti necessari per realizzare i termovalorizzatori sono molto elevati (il costo di un impianto in grado di trattare 421.000 t/anno di rifiuti è valutabile in circa 375 milioni di euro, cioè circa 850-900 € per tonnellata di capacità trattatabile), e il loro ammortamento richiede, tenendo anche conto del significativo recupero energetico, circa 20 anni; perciò costruire un impianto significa avere l'«obbligo» (sancito da veri e propri contratti) di incenerire una certa quantità minima di rifiuti per un tempo piuttosto lungo.
È emblematico a questo proposito il caso dell'inceneritore costruito recentemente dall'Amsa a Milano, Silla 2: inizialmente aveva avuto l'autorizzazione per bruciare 900 t/giorno di rifiuti, poi si è passati a 1250 e infine a 1450 t/giorno.
Se si guarda alla gestione dei rifiuti a Milano, ci si accorge che la raccolta differenziata raggiunge il 30% circa (dato sostanzialmente invariato da anni), e gran parte del rimanente viene incenerito da Silla 2.
Si consideri che la media di riciclo della provincia di Milano è, escludendo il capoluogo, del 51,26% in costante miglioramento, e in particolare del 59,24% per i comuni con meno di 5 000 abitanti e del 55% per quelli fra i 5 e i 30000, e che a Milano la raccolta dei rifiuti organici non è mai andata oltre la sperimentazione in piccole aree della città, nonostante il più che collaudato sistema di raccolta dei rifiuti porta a porta e la notevole sensibilizzazione della popolazione, che permetterebbero sicuramente di fare molto di più.
È interessante confrontare i costi dello smaltimento dei rifiuti di una città come Milano che fa ampio ricorso all'incenerimento con quelli di città che puntano sulla differenziata: a Milano nel 2005 si sono spesi 135,42 €/abitante contro una media provinciale di 110,16 e contro gli 83,67 di Aicurzio, paese più virtuoso di Lombardia nel 2005 col 70,52% di raccolta differenziata.
Il sindaco di Novara inoltre nel 2007 ha dichiarato che portando in due anni la raccolta differenziata nella città dal 35 al 68% si sono risparmiati due milioni di euro, mentre l'allora sindaco di Torino Chiamparino, per sostenere la necessità dell'inceneritore del Gerbido ha dichiarato che «in qualsiasi centro urbano superare il 50% è un miracolo, perché la gestione di questo tipo di raccolta ha dei costi non sostenibili per i cittadini»; eppure a San Francisco è oltre il 50% già dal 2001.

## In Europa

### Waste Management
I vari interventi dell'Unione Europea in materia di rifiuti che si sono susseguiti nel corso dell'ultimo decennio sono culminati nella Direttiva quadro sui rifiuti 2008/98/CE, modificata successivamente dalla Direttiva UE 2018/851. La disposizione interviene a precisare concetti basilari quali le definizioni di prevenzione, riutilizzo , riciclaggio, smaltimento e rifiuto, e stabilisce un quadro giuridico per il trattamento dei rifiuti nell'Unione Europea, studiato in modo da proteggere sia l'uomo sia l'ambiente, sottolineando l'importanza di adeguate tecniche di prevenzione, riutilizzo e riciclaggio dei rifiuti stessi.
Elementi fondamentali della Direttiva in questione sono:
1. il principio di minimizzazione degli impatti negativi sull'ambiente e sulla salute umana nel trattamento dei rifiuti che consente, grazie a una corretta politica di gestione, di ridurre tanto i prelievi di materie prime quanto l'utilizzo del patrimonio naturale come collettore di rifiuti finali;
2. il principio “chi inquina paga” o di responsabilità estesa al produttore (EPR);
3. il principio di gerarchia dei rifiuti il quale esplicita che le soluzioni adottabili nella gestione dei rifiuti sono:
- prevenzione della produzione dei rifiuti;
- riutilizzo;
- riciclo (incluso il compostaggio) e altri metodi di recupero come la combustione dei rifiuti con gli inceneritori per generare energia;
- smaltimento in discarica, il metodo più economico ma anche il peggiore per l'ambiente e la salute. Una corretta politica dei rifiuti deve operare secondo una scala di priorità, abbandonando gli ultimi gradini, rappresentati da smaltimento e recupero energetico, in favore dei primi, ovvero riutilizzo e riduzione della produzione, al vertice. In questo senso, tutte le alternative sono valide nel trattare i rifiuti, ma quelle “collocate più in alto” sono da preferire e, di conseguenza, da incoraggiare in virtù del migliore risultato ambientale che comportano.

4. i principi di prossimità ed autosufficienza, che sono stati pensati per obbligare ciascuna comunità a farsi carico dei rifiuti prodotti, al fine di evitare che qualche territorio europeo o extra europeo, in una situazione economica sfavorevole, possa divenire luogo di discarica di altri Stati. In questo caso non si tratta solo di rifiuti ma, più in generale, di inquinamento ambientale poiché i paesi più sviluppati tendono a scaricare i propri problemi ambientali su altri, tipicamente quelli del sud del mondo, importando da questi ultimi “sostenibilità ambientale”.
A tale proposito la Direttiva 2008/98/CE impone a ogni Stato membro di provvedere alla realizzazione di piani di gestione dei rifiuti che, integrati da un programma di prevenzione, devono contenere:
- tipologia, quantità e fonte dei rifiuti prodotti all'interno del territorio nazionale e previsioni sui flussi di rifiuti;
- politiche generali di gestione;
- indicazioni relative ai sistemi di raccolta, smaltimento e recupero, incluse valutazioni di futura creazione di nuovi impianti o di chiusura dei presenti.[28]

La Direttiva UE 2018/851 modifica la disposizione sopra riportata con la finalità di rafforzarne la massimizzazione del riciclaggio e del riutilizzo dei rifiuti, riflettendo l'obiettivo UE di passare a un'economia circolare. I paesi dell'Unione devono prediligere modelli di produzione e consumo sostenibili, in particolare incentivando lo studio e l'uso di prodotti durevoli, riutilizzabili e riparabili o che possano essere aggiornati e concentrarsi sui prodotti contenenti materie prime, nel tentativo di allontanarsi progressivamente dal modello del consumismo, che incoraggia l'acquisto in quantità sempre maggiore di beni e servizi.
Tra gli obiettivi perseguiti dalla normativa europea rientrano:
- la riduzione del 50% dello spreco alimentare globale pro capite nella vendita al dettaglio e delle perdite alimentari lungo le catene di produzione e di approvvigionamento entro il 2030;

- la diminuzione del contenuto di sostanze pericolose in materiali e prodotti;
- l'interruzione della produzione di rifiuti che confluiscono nel mare;
- il riciclaggio di almeno il 55% dei rifiuti urbani entro il 2025, di almeno il 60% entro il 2030 e del 65% entro il 2035;
- l'istituzione, entro il 1º gennaio 2025, della raccolta differenziata dei tessili e dei rifiuti pericolosi generati dalle famiglie;
- la garanzia che, entro il 31 dicembre 2023, i rifiuti organici siano raccolti separatamente o riciclati alla fonte.[30]

Secondo le statistiche relative al 2017, i metodi di gestione dei rifiuti variano a seconda degli Stati membri. In particolare:
1. nei paesi dell'est e del sud Europa l'utilizzo delle discariche rappresenta ancora il metodo più utilizzato: 
- Malta, Cipro e la Grecia conferiscono più dell'80% dei rifiuti in discarica;
- Bulgaria, Croazia, Slovacchia e Romania più del 60%;
- Spagna e Portogallo circa il 50%.

2. Francia, Irlanda, Slovenia, Italia e Lussemburgo smaltiscono circa un terzo dei rifiuti nelle discariche, ma utilizzano anche gli inceneritori e riciclano più del 40% dei rifiuti domestici;
3. paesi quali Belgio, Paesi Bassi, Svezia, Danimarca, Finlandia, e, soprattutto, Germania e Austria, gestiscono i rifiuti urbani attraverso l'utilizzo di inceneritori e metodi di riciclo tanto che qui lo smaltimento in discarica è quasi inesistente.
La produzione di rifiuti è stata a lungo considerata come un inevitabile e imprescindibile sottoprodotto dell'attività economica e della crescita, ma grazie alla tecnologia moderna e a pratiche di gestione attente, tale collegamento ciclico può essere interrotto. Nel febbraio 2021, il Parlamento europeo ha votato un nuovo piano di azione, chiedendo misure aggiuntive per raggiungere un'economia a “zero emissioni di carbonio”, libera da sostanze tossiche e completamente circolare entro il 2050.

### Scelte di gestione a fronte dell'emergenza COVID-19
L'emergenza sanitaria dovuta al coronavirus esercita una pressione senza precedenti su molte attività economiche, anche indispensabili al nostro benessere, quale una corretta gestione dei rifiuti.
Il 14 aprile 2020 la Commissione Europea ha emanato un documento contenente delle linee guida necessarie agli Stati membri per affrontare in maniera sicura la crisi dei rifiuti durante l'emergenza pandemica. Il tema centrale è quello della gestione ottimale dei rifiuti urbani provenienti dalle strutture sanitarie e la loro pericolosità, senza trascurare la tutela della salute e della sicurezza degli operatori. A tal proposito, gli Stati membri e i gestori di rifiuti in tutta l'UE hanno effettuato notevoli sforzi per garantire la continuità del servizio, la cui interruzione comporterebbe un sovraccarico dell'infrastruttura di raccolta e trattamento ed ulteriori rischi per la salute.
La Commissione europea ha anche istituto la Coronavirus Response Investment Initiative e, più recentemente, lo State Aid Framework per fornire agli stessi stati finanziamenti e liquidità immediati, in vista delle spese loro richieste per contrastare l'emergenza.
Il Centro europeo per la prevenzione e il controllo delle malattie (ECDC) riconosce la necessità di misure specifiche per la prevenzione e il controllo delle infezioni per persone in isolamento fiduciario con sospetto o conclamato contagio da coronavirus. In particolare:
- un sacchetto dei rifiuti individuale deve essere collocato nella stanza del paziente;

- i fazzoletti di carta e le mascherine di protezione usati dal paziente devono essere immediatamente gettati nel sacchetto dei rifiuti, collocato nella stanza del paziente;

- i guanti e le mascherine respiratorie utilizzati dagli operatori sanitari e dagli addetti alle pulizie devono essere gettati, immediatamente dopo l'utilizzo all'uscita dalla stanza, in un secondo sacchetto dei rifiuti collocato accanto alla porta della stanza del paziente;

- i sacchetti dei rifiuti devono essere chiusi prima di essere rimossi dalla stanza del paziente e sostituiti frequentemente; non devono mai essere svuotati in un altro sacchetto. I sacchetti chiusi dei rifiuti provenienti da pazienti possono essere gettati direttamente nei rifiuti indifferenziati;

- dopo aver manipolato i sacchetti dei rifiuti, occorre osservare un'igiene rigorosa delle mani, utilizzando acqua e sapone o disinfettanti a base alcolica per le mani.

I rifiuti dei servizi sanitari, dei laboratori e delle attività correlate associati a pazienti affetti da coronavirus dovrebbero essere manipolati e trattati conformemente alla Direttiva 2008/98/CE in materia di rifiuti pericolosi e alle disposizioni nazionali applicabili a questa categoria di rifiuti infettivi. Gli Stati membri, infine, devono garantire un'adeguata pianificazione delle capacità di trattamento e di stoccaggio dei rifiuti sanitari e in caso di interruzioni del servizio di smaltimento e incenerimento è fondamentale che tali rifiuti siano stoccati temporaneamente in modo sicuro, utilizzando contenitori sigillati e disinfettati collocati in zone protette, con accesso limitato al solo al personale autorizzato.
È altresì opportuno adottare adeguate precauzioni sotto il profilo delle misure in materia di salute e sicurezza sul luogo di lavoro, quali, ad esempio, adeguare l'organizzazione del personale al fine di evitare il contagio tra squadre di lavoro, rispettare il distanziamento sociale, fornire ai lavoratori dispositivi di protezione individuale (DPI) e disinfettanti adeguati.

### Payt e kayt
Migliorare la gestione dei rifiuti a livello locale, e incentivare così l'economia circolare, è possibile anche grazie a strumenti di governance innovativi, come il PAYT (“Pay-as-you-throw”, “Paga per quello che butti”) e il KAYT (“Know-as-you-throw”, “Conosci quello che butti”).
Il PAYT, modello di tariffazione puntuale utilizzato per lo smaltimento dei rifiuti solidi urbani, prevede che gli utenti paghino in base alla quantità di rifiuti che hanno effettivamente prodotto e fornisce incentivi alla raccolta dei rifiuti riciclabili e alla riduzione di quelli indifferenziati. La prevenzione della produzione di rifiuti, il loro riuso e una migliore separazione alla fonte diventano così economicamente più convenienti e aumentano la responsabilità dei cittadini. La tariffa in parola è composta da una quota fissa, a copertura dei costi di esercizio e gestione rifiuti, e una quota variabile, correlata alla quantità di rifiuti effettivamente prodotti; l'utente paga soprattutto in proporzione ai rifiuti che produce e quindi viene premiata la capacità di non produrli affatto. Per l'implementazione del sistema pay-as-you-throw sono necessari la misurazione della quantità di rifiuti prodotti, uno strumento identificativo dell'utente che genera il rifiuto e la definizione del costo di tariffazione, basato sulla quantità dei rifiuti raccolti e dei servizi effettivamente forniti.
Il sistema know-as-you-throw (KAYT), che può essere considerato come integrativo del PAYT o, più semplicemente, come una alternativa alla tariffazione puntuale, è stato sviluppato nell'ambito del Progetto Horizon 2020 Waste4think, con l'obiettivo di ridurre i rifiuti urbani, fornendo ai cittadini strumenti di conoscenza e persuasione. Il comportamento dei cittadini che fanno la raccolta differenziata può infatti essere migliorato semplicemente informandoli meglio e in modo più continuativo, mediante strumenti tecnologici, incontri con addetti al servizio e incentivi di carattere economico e sociale.